# 藍絅
藍絅（？—1640年），號岵瞻，湖廣承天府景陵縣籍江西安福人，明朝政治人物。

## 生平
崇祯六年（1633年）癸酉科湖廣鄉試第十六名舉人，崇禎十年（1637年），登丁丑科會試第九十四名，廷試三甲第一百三十九名进士。户部观政，十一年四月授顺昌知县，十三年卒。

## 家族
曾祖藍政琦；祖父藍钱，儒官；父藍應斗，举人、桐乡知县，祀名宦。